# Aetius (Mysliveček, 1777)
Aetius (v italském originále Ezio) je italská opera ve třech dějstvích českého skladatele Josefa Myslivečka. Je to jeho druhé zhudebnění tohoto libreta italského básníka Pietra Metastasia, které bylo poprvé provedeno roku 1728 s hudbou Pietra Auletty a které bylo v Myslivečkově době jedním z nejoblíbenějších Metastasiových děl. Děj je postaven na událostech ze životů pozdně antického římského císaře Valentiniana III. a jeho generála Aetia. Při zpracování této látky Mysliveček libreto patrně zkrátil a upravil podle stávajícího vkusu, tyto úpravy však nelze spolehlivě identifikovat. Tato opera (a všechny ostatní Myslivečkovy opery) náleží k žánru vážné opery nazývanému v italštině opera seria.

## Vznik a historie díla
Myslivečkův druhý Aetius byl poprvé uveden ve Dvorském divadle (dnes Cuvilliéovo divadlo) v Mnichově dne 10. ledna 1777. Mysliveček měl do Mnichova přijít již v předchozím roce, ale byl nucen se v Itálii zdržet kvůli vážné chorobě. (Dohad Leopolda Mozarta, že se jednalo o chorobu venerickou, není jinak podložen.) Koncem roku 1776 se přechodně zotavil natolik, aby mohl odcestovat do Mnichova. Na podrzim roku 1777 tam podstoupil operaci znetvoření obličeje způsobeného chorobou ("kostižerem"), jejímž výsledkem bylo upálení celého nosu.
Dřívější literatura předpokládala, že mnichovský Aetius byl jen novým nastudováním Myslivečkova zhudebnění tohoto námětu pro Neapol z roku 1775, nedávno však vyšlo najevo, že dvůr bavorského kurfiřta Maxmilián III. Josefa trval na dodání zcela nové hudby, čemuž Mysliveček vyhověl. V obsazení figuroval později slavný kastrát Luigi Marchesi, který se dříve objevoval pouze v menších úlohách, zde však obdržel titulní roli. Mnichovský dvůr považoval jeho výkon za vynikající a Mysliveček využil svého vlivu u vedení svého "domovského" divadla Teatro San Carlo, aby mu zajistil angažmá v Neapoli v letech 1778-79. Myslivečkův zásah pomohl Marchesimu, aby se trvale prosadil jako jeden z předních pěvců v Itálii. S výjimkou Marchesiho zpěvu však opera nebyla považována za zvlášť povedenou a její ohlas byl zastíněn ohromujícím úspěchem Myslivečkova oratoria Isacco, figura del redentore, které bylo provedeno v mnichovském dvorním divadle jen o několik týdnů po poslední repríze Aetia.

## Osoby a první obsazení
| Osoba                                                                                   | Hlasový obor     | Premiéra (10. ledna 1777) |
| --------------------------------------------------------------------------------------- | ---------------- | ------------------------- |
| Valentinianus III. (Valentiniano III), římský císař, zamilovaný do Fulvie               | soprán (kastrát) | Tommaso Consoli           |
| Fulvia, dcera Maxima, římského patricije, zamilovaná do Aetia a zasnoubená s ním        | soprano          | Angela Gallieni           |
| Aetius (Ezio), generál císařských vojsk, zamilovaný do Fulvie                           | soprán (kastrát) | Luigi Marchesi            |
| Honoria (Onoria), sestra Valentiniana, tajně zamilovaná do Aetia                        | soprán           | Rosa Manservisi           |
| Maximus (Massimo), římský patricij, otec Fulvie, důvěrník a tajný nepřítel Valentiniana | bas              | Domenico de Panzacchi     |
| Varus (Varo), prefekt pretoriánské gardy, přítel Aetia                                  | tenor            | neznámý ("Il Sig. N.N.")  |

## Děj opery
Velmi schopný, ale poněkud pyšný a svéhlavý Aetius, velitel římské armády, se triumfálně vrací do Říma po vítězství nad Attilou v bitvě na Katalaunských polích. Římský císař Valentinián III. cítí svou moc ohroženu Aetiovou mocí a popularitou. Toho využívá k intrikám senátor Maximus, naoko přítel císařův, který se mu však chce pomstít za to, že Valentinián svedl jeho ženu.

### 1. dějství
Vojevůdce Aetius se vrací z vítězného boje proti Hunům; vedle davů Římanů jej vítá i císař Valentinián a jeho rádce Maximus. Aetius mezi vítajícími postrádá Maximovi dceru Fulvii, do které je zamilován. Do ní se však mezitím zamiloval rovněž císař a Maximus mu její ruku slíbil, neboť chce vyvolat konflikt mezi Valentiniánem a Aetiem. Maximus nařizuje dceři, aby si císaře vzala a provedla na něm vlastní rukou ozbrojenou pomstu — zabila jej ve spánku. Fulvia ovšem rozhořčeně odmítá.
Maximus našeptává císaři obavy z Aetiova vlivu; císař se rozhodne vojevůdce připoutat k sobě tím, že mu nabídne — jako odměnu za zásluhy o Řím — ruku své sestry Honorie, která Aetia tak jako tak miluje. Aetius však nejprve z předstírané skromnosti, pak otevřeněji a urážlivěji nabídku odmítá, navíc se císař dozví, že je jeho sokem u Fulvie; rozhovor tedy končí vzájemnou nevraživostí. Valentinián ihned naléhá na sňatek s Fulvií. Fulvia navíc nalezne v Honorii svou sokyni v zájmu o Aetia a obě mladé ženy se pohádají.

### 2. dějství
Maximus, který se nedočkal spolupráce své dcery, objednal na Valentiniána nájemného vraha. Valentinián sice útočníkovi unikl, Maximus mu však alespoň úspěšně vnukne myšlenku, že za atentátem stojí Aetius. Fulvia se snaží Aetia přemluvit k útěku, ten jí však nevěří, že by jej císař mohl podezřívat. Valentiniána však Aetiův sebevědomý postoj jen rozohní a vojevůdce je uvězněn a odsouzen k smrti.
Na radu císařova strážce a Aetiova přítele Vara se Fulvia rozhodne obětovat svou lásku za život svého milého a předstírat lásku k Valentiniánovi. Valentinián jejím prosbám vyhoví a hodlá Aetiovi darovat život. Ten je však rozhořčen, když vidí Fulvii po císařově boku, a milost odmítá; prohlašuje svou nevinu a připomíná císaři, že mu dluží vděk za záchranu Říma. Fulvia nervy drásající scénu nevydrží a vyzná se veřejně z lásky k Aetiovi. Tím na sebe i na Aetia opět strhne císařův hněv; oba jsou uvězněni. Maximus císaři radí, aby postupoval proti oběma přísně. Když však Valentinián osamí, uvědomuje si, že Fulvia je vinna jen upřímnou láskou.

### 3. dějství
Honoria přichází za Aetiem do vězení a jménem císaře mu slibuje svobodu, bezpečnost a návrat do předchozího postavení, Aetius ale odmítá. Honoria přesto přesvědčuje Valentiniána, aby se zachoval spravedlivě a vzdal se lásky k Fulvii stejně jako se ona vzdává lásky k Aetiovi. Valentinián nařizuje Varovi, aby dal Aetia tajně zabít; potom jde vojevůdce sám vysvobodit z vězení. Aetius dosud odmítá milost, dokonce i tehdy, když mu císař vrací Fulvii; nakonec Valentinián prohlásí, že je přesvědčen o Aetiově nevině a že jeho propuštění tedy není aktem milosti, ale nápravy křivdy. Teprve to přiměje Aetia vězení opustit.
Brzy poté přináší Varo zprávu, že rozkaz byl vykonán a Aetius je mrtev. Flavia je zděšena; stejně tak Honoria, které se podařilo vyhledat tehdejšího útočníka na císaře a přinést jednak důkaz o Aetiově nevině, jednak charakteristiku objednatele vraždy. Ta se přesně hodí na Maxima. Fulvia se rozhoduje vzít vinu na sebe, aby otce ochránila (v soukromí mu však vyslovuje své opovržení). Císař neví, komu věřit, a je zmaten.
Maximus se snaží vyburcovat dav, aby se zbavil tyrana, který dal zabít lidem oblíbeného Aetia. Před zuřením davu zachrání císaře právě Aetius, kterého Varus ve skutečnosti ušetřil. Maximovy intriky vyšly najevo, císař vrací Aetiovi hodnosti i ruku Flavie. Svou sestru Honorii posílá za manželku Attilovi.